# First Division 1908-1909
La First Division 1908-1909 è stata la 21ª edizione della massima serie del campionato inglese di calcio, disputato tra il 1º settembre 1908 e il 30 aprile 1909 e concluso con la vittoria del Newcastle Utd, al suo terzo titolo.
Capocannoniere del torneo è stato Bert Freeman (Everton) con 38 reti.

## Squadre partecipanti
| Club              | Stagione | Città               | Stadio               | Stagione precedente                   |
| ----------------- | -------- | ------------------- | -------------------- | ------------------------------------- |
| Aston Villa       | dettagli | Birmingham          | Villa Park           | 2º posto in First Division            |
| Blackburn         | dettagli | Blackburn           | Ewood Park           | 14º posto in First Division           |
| Bradford City     | dettagli | Bradford            | Valley Parade        | 1º posto in Second Division, promosso |
| Bristol City      | dettagli | Bristol             | Ashton Gate Stadium  | 10º posto in First Division           |
| Bury              | dettagli | Bury                | Gigg Lane            | 7º posto in First Division            |
| Chelsea           | dettagli | Londra              | Stamford Bridge      | 13º posto in First Division           |
| Everton           | dettagli | Liverpool           | Goodison Park        | 11º posto in First Division           |
| Leicester Fosse   | dettagli | Leicester           | Filbert Street       | 2º posto in Second Division, promosso |
| Liverpool         | dettagli | Liverpool           | Anfield              | 8º posto in First Division            |
| Manchester City   | dettagli | Manchester          | Hyde Road            | 3º posto in First Division            |
| Manchester Utd    | dettagli | Manchester          | Bank Street          | 1º posto in First Division            |
| Middlesbrough     | dettagli | Middlesbrough       | Ayresome Park        | 6º posto in First Division            |
| Newcastle Utd     | dettagli | Newcastle upon Tyne | St James' Park       | 4º posto in First Division            |
| Nottingham Forest | dettagli | Nottingham          | City Ground          | 9º posto in First Division            |
| Notts County      | dettagli | Nottingham          | Trent Bridge         | 18º posto in First Division           |
| Preston N.E.      | dettagli | Preston             | Deepdale             | 12º posto in First Division           |
| Sheffield Utd     | dettagli | Sheffield           | Bramall Lane         | 17º posto in First Division           |
| Sheffield Weds    | dettagli | Sheffield           | Hillsborough Stadium | 5º posto in First Division            |
| Sunderland        | dettagli | Sunderland          | Roker Park           | 16º posto in First Division           |
| Woolwich Arsenal  | dettagli | Londra              | Manor Ground         | 14º posto in First Division           |

## Classifica finale
|       | Pos. | Squadra           | Pt | G  | V  | N  | P  | GF | GS  | Med   |
| ----- | ---- | ----------------- | -- | -- | -- | -- | -- | -- | --- | ----- |
|       | 1.   | Newcastle Utd     | 53 | 38 | 24 | 5  | 9  | 65 | 41  | 1.585 |
|       | 2.   | Everton           | 46 | 38 | 18 | 10 | 10 | 82 | 57  | 1.439 |
|       | 3.   | Sunderland        | 44 | 38 | 21 | 2  | 15 | 78 | 63  | 1.238 |
|       | 4.   | Blackburn         | 41 | 38 | 14 | 13 | 11 | 61 | 50  | 1.220 |
|       | 5.   | Sheffield Weds    | 40 | 38 | 17 | 6  | 15 | 67 | 61  | 1.098 |
|       | 6.   | Woolwich Arsenal  | 38 | 38 | 14 | 10 | 14 | 52 | 49  | 1.061 |
|       | 7.   | Aston Villa       | 38 | 38 | 14 | 10 | 14 | 58 | 56  | 1.036 |
|       | 8.   | Bristol City      | 38 | 38 | 13 | 12 | 13 | 45 | 58  | 0.776 |
|       | 9.   | Middlesbrough     | 37 | 38 | 14 | 9  | 15 | 59 | 53  | 1.113 |
|       | 10.  | Preston N.E.      | 37 | 38 | 13 | 11 | 14 | 48 | 44  | 1.091 |
|       | 11.  | Chelsea           | 37 | 38 | 14 | 9  | 15 | 56 | 61  | 0.918 |
|       | 12.  | Sheffield Utd     | 37 | 38 | 14 | 9  | 15 | 51 | 59  | 0.864 |
| [ 2 ] | 13.  | Manchester Utd    | 37 | 38 | 15 | 7  | 16 | 58 | 68  | 0.853 |
|       | 14.  | Nottingham Forest | 36 | 38 | 14 | 8  | 16 | 66 | 57  | 1.158 |
|       | 15.  | Notts County      | 36 | 38 | 14 | 8  | 16 | 51 | 48  | 1.063 |
|       | 16.  | Liverpool         | 36 | 38 | 15 | 6  | 17 | 57 | 65  | 0.877 |
|       | 17.  | Bury              | 36 | 38 | 14 | 8  | 16 | 63 | 77  | 0.818 |
|       | 18.  | Bradford City     | 34 | 38 | 12 | 10 | 16 | 47 | 47  | 1.000 |
|       | 19.  | Manchester City   | 34 | 38 | 15 | 4  | 19 | 67 | 69  | 0.971 |
|       | 20.  | Leicester Fosse   | 25 | 38 | 8  | 9  | 21 | 54 | 102 | 0.529 |

Legenda:
      Campione d'Inghilterra.
      Retrocessa in Second Division.
Regolamento:
Due punti a vittoria, uno a pareggio, zero a sconfitta.
A parità di punti le squadre venivano classificate secondo il quoziente reti.

## Risultati

### Tabellone
|                   | Ast  | Bla  | Bra  | Bri  | Bry  | Che  | Eve  | Lei  | Liv  | MaC  | MaU  | Mid  | New  | NmF  | NtC  | Pre  | ShU  | ShW  | Sun  | Woo  |
| ----------------- | ---- | ---- | ---- | ---- | ---- | ---- | ---- | ---- | ---- | ---- | ---- | ---- | ---- | ---- | ---- | ---- | ---- | ---- | ---- | ---- |
| Aston Villa       | –––– | 1-1  | 1-3  | 1-1  | 3-0  | 0-0  | 3-1  | 1-1  | 1-1  | 2-1  | 3-1  | 0-3  | 3-0  | 1-2  | 1-1  | 2-4  | 3-0  | 1-1  | 2-0  | 2-1  |
| Blackburn         | 3-1  | –––– | 1-1  | 1-1  | 0-1  | 2-0  | 0-0  | 3-0  | 1-0  | 3-2  | 1-3  | 0-0  | 2-4  | 0-3  | 0-2  | 1-1  | 0-1  | 2-2  | 8-1  | 1-3  |
| Bradford City     | 1-1  | 0-2  | –––– | 0-1  | 4-1  | 3-0  | 1-1  | 4-1  | 0-2  | 0-0  | 1-0  | 0-2  | 1-2  | 1-1  | 2-2  | 2-0  | 3-1  | 0-0  | 0-2  | 4-1  |
| Bristol City      | 0-0  | 1-4  | 0-1  | –––– | 4-2  | 1-0  | 0-2  | 1-1  | 1-0  | 1-0  | 0-0  | 1-1  | 3-3  | 2-1  | 1-0  | 2-3  | 1-1  | 1-1  | 2-4  | 2-1  |
| Bury              | 1-2  | 1-1  | 2-1  | 1-2  | –––– | 2-1  | 2-2  | 2-2  | 2-1  | 1-0  | 2-2  | 2-1  | 1-1  | 3-2  | 3-1  | 0-1  | 1-2  | 4-2  | 4-2  | 1-1  |
| Chelsea           | 0-2  | 1-1  | 1-1  | 3-1  | 4-1  | –––– | 3-3  | 1-0  | 3-0  | 1-2  | 1-1  | 3-0  | 1-2  | 2-1  | 3-2  | 0-0  | 1-1  | 2-2  | 2-0  | 1-2  |
| Everton           | 3-1  | 4-4  | 0-1  | 5-2  | 4-0  | 3-2  | –––– | 4-2  | 5-0  | 6-3  | 3-2  | 1-1  | 0-1  | 3-3  | 0-1  | 0-1  | 5-1  | 1-0  | 4-0  | 0-3  |
| Leicester Fosse   | 4-2  | 2-4  | 1-4  | 1-1  | 2-5  | 5-2  | 0-2  | –––– | 3-2  | 3-1  | 3-2  | 1-1  | 0-4  | 0-3  | 0-2  | 0-0  | 1-1  | 1-1  | 4-3  | 1-1  |
| Liverpool         | 3-2  | 1-1  | 4-0  | 1-2  | 2-2  | 2-1  | 0-1  | 4-1  | –––– | 1-3  | 3-1  | 1-2  | 2-1  | 1-1  | 1-1  | 2-1  | 2-1  | 1-2  | 3-0  | 2-2  |
| Manchester City   | 2-0  | 3-3  | 4-3  | 5-1  | 6-1  | 1-2  | 4-0  | 5-2  | 4-0  | –––– | 1-2  | 0-0  | 0-2  | 2-1  | 1-0  | 4-1  | 1-3  | 4-0  | 1-0  | 2-2  |
| Manchester Utd    | 0-2  | 0-3  | 2-0  | 0-1  | 2-1  | 0-1  | 2-2  | 4-2  | 3-2  | 3-1  | –––– | 6-3  | 1-0  | 2-2  | 4-3  | 0-2  | 2-1  | 3-1  | 2-2  | 1-4  |
| Middlesbrough     | 1-0  | 1-0  | 1-0  | 4-0  | 0-1  | 1-4  | 2-3  | 6-2  | 1-0  | 3-0  | 5-0  | –––– | 0-0  | 4-0  | 1-2  | 4-2  | 1-2  | 2-1  | 0-3  | 1-1  |
| Newcastle Utd     | 0-2  | 2-0  | 1-0  | 2-1  | 3-1  | 1-3  | 3-0  | 2-0  | 0-1  | 2-0  | 2-1  | 1-0  | –––– | 1-1  | 1-0  | 2-0  | 4-0  | 1-0  | 1-9  | 3-1  |
| Nottingham Forest | 1-2  | 2-1  | 2-1  | 1-1  | 0-2  | 2-1  | 1-2  | 12-0 | 5-1  | 0-2  | 2-0  | 4-1  | 0-4  | –––– | 1-0  | 1-1  | 0-2  | 1-2  | 4-0  | 0-1  |
| Notts County      | 1-1  | 2-3  | 1-1  | 0-1  | 3-2  | 3-0  | 0-0  | 2-3  | 1-2  | 5-1  | 0-1  | 3-2  | 0-4  | 3-0  | –––– | 1-0  | 3-1  | 1-0  | 0-0  | 2-1  |
| Preston N.E.      | 3-2  | 2-0  | 0-0  | 2-1  | 0-2  | 6-0  | 3-3  | 0-1  | 2-0  | 3-0  | 0-3  | 1-1  | 0-1  | 1-1  | 0-0  | –––– | 1-1  | 4-1  | 1-0  | 0-0  |
| Sheffield Utd     | 3-1  | 0-0  | 3-0  | 3-1  | 2-2  | 1-3  | 1-5  | 2-1  | 0-2  | 4-0  | 0-0  | 2-0  | 1-1  | 1-2  | 3-2  | 2-1  | –––– | 2-1  | 0-2  | 1-1  |
| Sheffield Weds    | 4-2  | 1-2  | 0-2  | 2-0  | 4-3  | 5-1  | 2-0  | 3-1  | 2-3  | 3-1  | 2-0  | 3-2  | 2-0  | 3-0  | 2-0  | 1-0  | 1-0  | –––– | 2-5  | 6-2  |
| Sunderland        | 4-3  | 0-1  | 2-1  | 0-2  | 3-1  | 1-2  | 2-0  | 3-1  | 1-4  | 2-0  | 6-1  | 2-0  | 3-1  | 2-1  | 0-1  | 2-1  | 3-1  | 4-2  | –––– | 1-0  |
| Woolwich Arsenal  | 0-1  | 0-1  | 1-0  | 1-1  | 4-0  | 0-0  | 0-4  | 2-1  | 5-0  | 3-0  | 0-1  | 1-1  | 1-2  | 1-2  | 1-0  | 1-0  | 1-0  | 2-0  | 0-4  | –––– |